# Хабаровский нефтеперерабатывающий завод

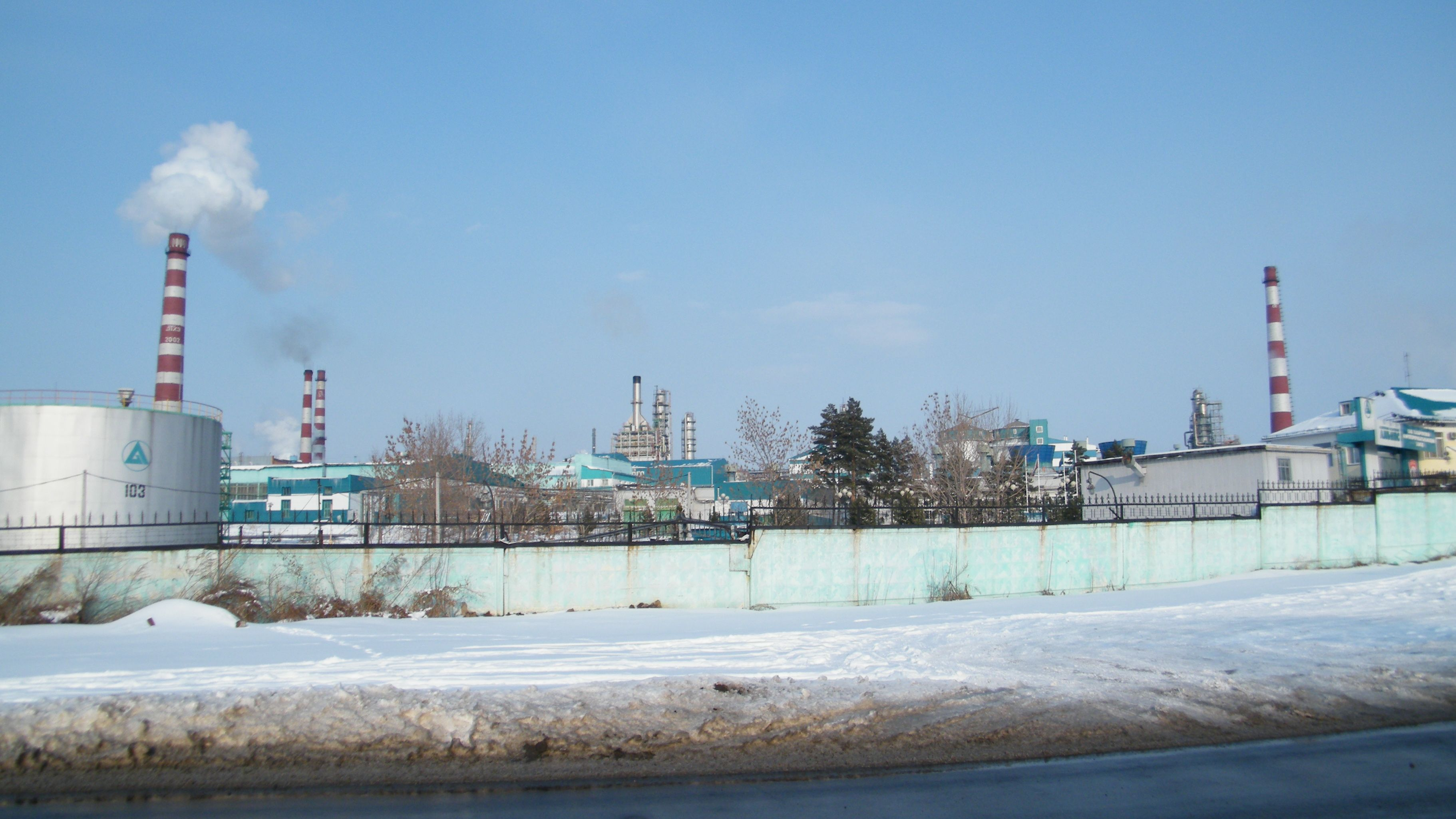
Хабаровский нефтеперерабатывающий завод, 2012 год

АО «ННК-Хаба́ровский нефтеперераба́тывающий заво́д» — российский НПЗ, ведущий дальневосточный производитель моторного и котельного топлива.
Входит в состав АО «Независимая нефтегазовая компания» («ННК»). Штаб-квартира — в Хабаровске. Мощность предприятия — 5 млн тонн нефти в год. Продукция Хабаровского нефтеперерабатывающего завода поставляется в северные регионы России, Амурскую область, Хабаровский и Приморский край.

## История

### Строительство
Строительство Хабаровского НПЗ было начато 27 сентября 1930 года. Предприятие должно было обеспечивать растущие потребности Дальнего Востока в топливе. Завод изначально проектировался с учётом последних технологий. В результате, Хабаровский НПЗ был одним из самых современных в те годы в СССР.
Строительство предприятия началось в январе 1931 года, но продвигалось очень медленно из-за массы проблем: природно-климатических, технологических, технических, кадровых и прочих. В конце 1933 года к строительству предприятия были привлечены военные специалисты. А уже 5 августа 1935 года были запущены первые установки НПЗ.
12 декабря 1934 года постановлением секретариата ЦИК СССР заводу присвоено имя наркома тяжелой промышленности СССР С. Орджоникидзе.

### Довоенные годы
Первая нефть, поступавшая на НПЗ, добывалась на Сахалине. Доставка осуществлялась баржами по морю и далее по Амуру. В связи с этим, поставки сырья находились в сильной зависимости от навигационного периода и метеоусловий.
Так как предприятие остро нуждалось в квалифицированных кадрах, обучение персонала шло, зачастую, без отрыва от производства. Также шло строительство социальной инфраструктуры: строится жилой посёлок для рабочих и их семей, клуб, детский сад, зимой заливается хоккейная площадка.
В 1939 году производится модернизация установки № 1, производительность которой повышена в 2,5 раза.
К началу войны на предприятии было внедрено более 150 рационализаторских предложений работников завода.

### Великая Отечественная война
За годы Великой Отечественной войны на фронт ушло более половины рабочих завода. Нехватка рабочих рук компенсировалась введением 12-часового рабочего дня в две смены и активное использование женского труда. Нехватка квалификации новых рабочих восполнялась здесь же на предприятии, на специальных курсах.
Важность предприятия в годы войны была обусловлена потерей значительного числа мощностей на Кавказе и угрозой нефтеперерабатывающему комплексу Поволжья.
В этот период предприятия активно развивается. Мощность предприятия к концу войны возросла по сравнению с 1935 годом в 3,5 раза. Прибыль предприятия выросла более чем в два раза.

### Послевоенные годы
В 1950 году предприятие переходит на работу с каспийской нефтью, которая поставлялась по железной дороге. Это позволило перейти от сезонной работы к круглогодичной.
Благодаря постоянному развитию к середине 1960-х годов производство светлых нефтепродуктов выросло с 9 до 50 %, выпуск нефтебитума увеличился в 11,4 раза, выработка сжиженного газа — в четыре раза.

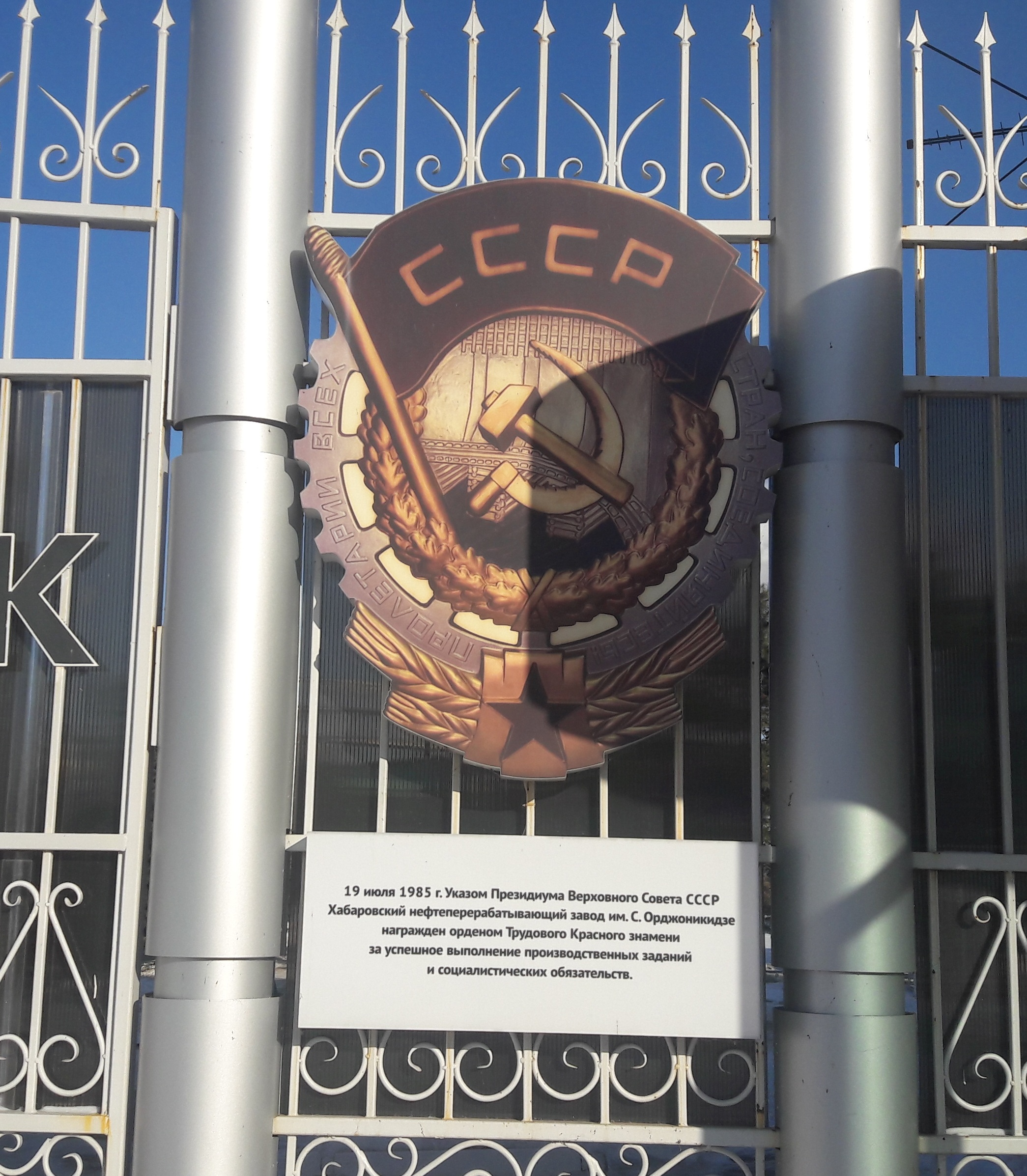
Изображение ордена Трудового Красного Знамени на проходной завода

В 1970-е годы объём производства продукции увеличился в 2,1 раза, переработка нефти выросла в два раза.
19 июля 1985 года указом Президиума Верховного Совета СССР завод награждён орденом Трудового Красного Знамени.
К концу 1980-х годов мощность предприятия составляла 4,7 млн тонн.

### 1990-е годы

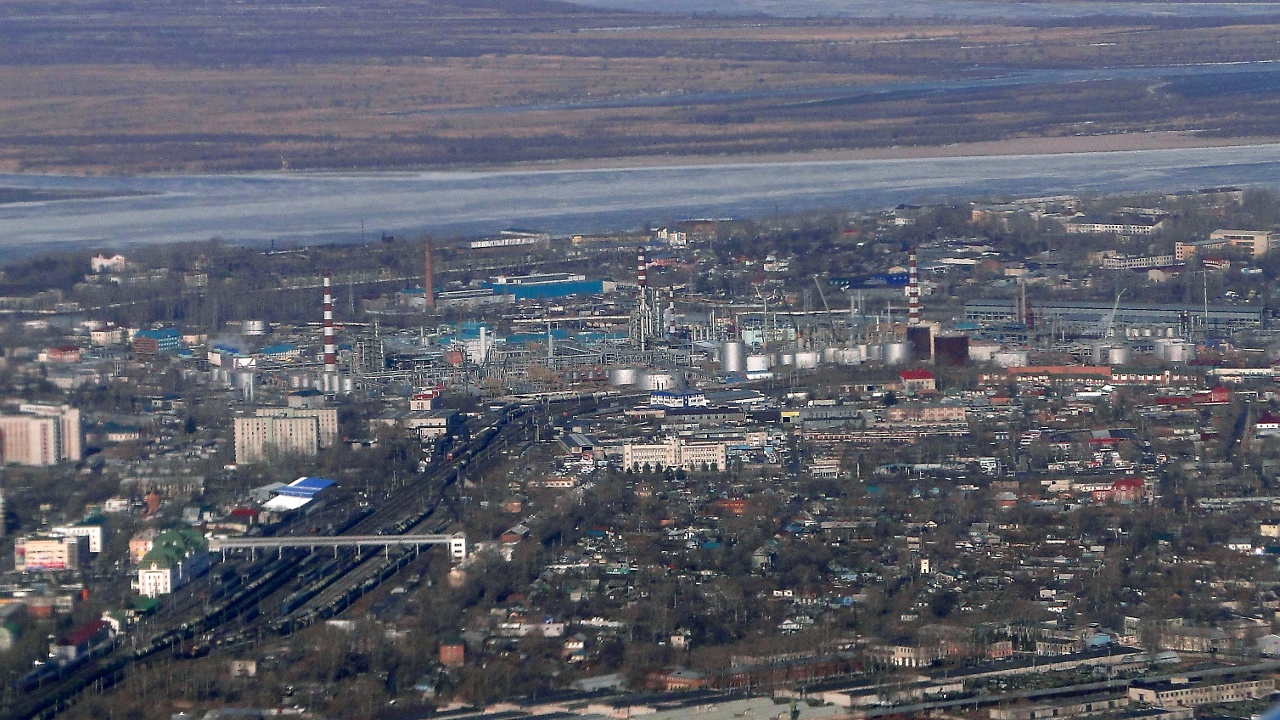
Хабаровский НПЗ, вид с воздуха

В начале 1990-х годов предприятие активно экспортировало свою продукцию (такое право завод получил в 1989 году). Объём экспорта составлял до 500 тыс. т. продукции в год. Однако, фиксированный курс рубля привёл к тому, что мировые цены на продукцию нефтепереработки стали ниже, чем внутрироссийские. В связи с этим к середине 1995 года предприятие полностью прекратило экспорт.
Положение завода усугублялось и отсутствием внутреннего спроса. Также препятствием для нормальной работы предприятия был устаревший производственный фонд: если новейшая установка была запущена в 1988 году, то установка первичной переработки нефти работала ещё с 1935 года.
Как следствие, некоторые регионы Дальнего Востока переходят на импортную продукцию, более дешёвую и более качественную. В результате, в 1994 году НПЗ переработал лишь 1,9 млн тонн нефти (мощность 4,7 млн тонн).
К 1995 году был разработан совместно с японскими специалистами план реконструкции предприятия стоимость $400 млн. Но найти источников финансирования так и не удалось.
Однако, давние традиции рационализаторства позволили произвести обновление риформинга. Стоимость данных работ оценивалась в $100 млн, а предприятие потратило на это лишь 12 млн рублей.
Второе дыхание заводу дал кризис 1998 года. Резкий рост курса доллара относительно рубля сделал невыгодным импорт. В результате на продукцию завода возник спрос.
С началом нормального функционирования предприятия начинается и его постепенная модернизация: была установлена новая печь вертикально-факельного типа взамен двух устаревших шатрового типа; проведена реконструкция риформинга с заменой катализатора, позволившая начать выпуск неэтилированных бензинов; сдана в эксплуатацию новая установка по производству сжиженного газа; на установке первичной переработки нефти произведена замена старой атмосферной колонны на новую, позволившая увеличить глубину переработки сырья, также заменена часть насосного оборудования; на основных технологических объектах внедрена электронная система управления процессами.

### В составе ОАО «Группа Альянс»

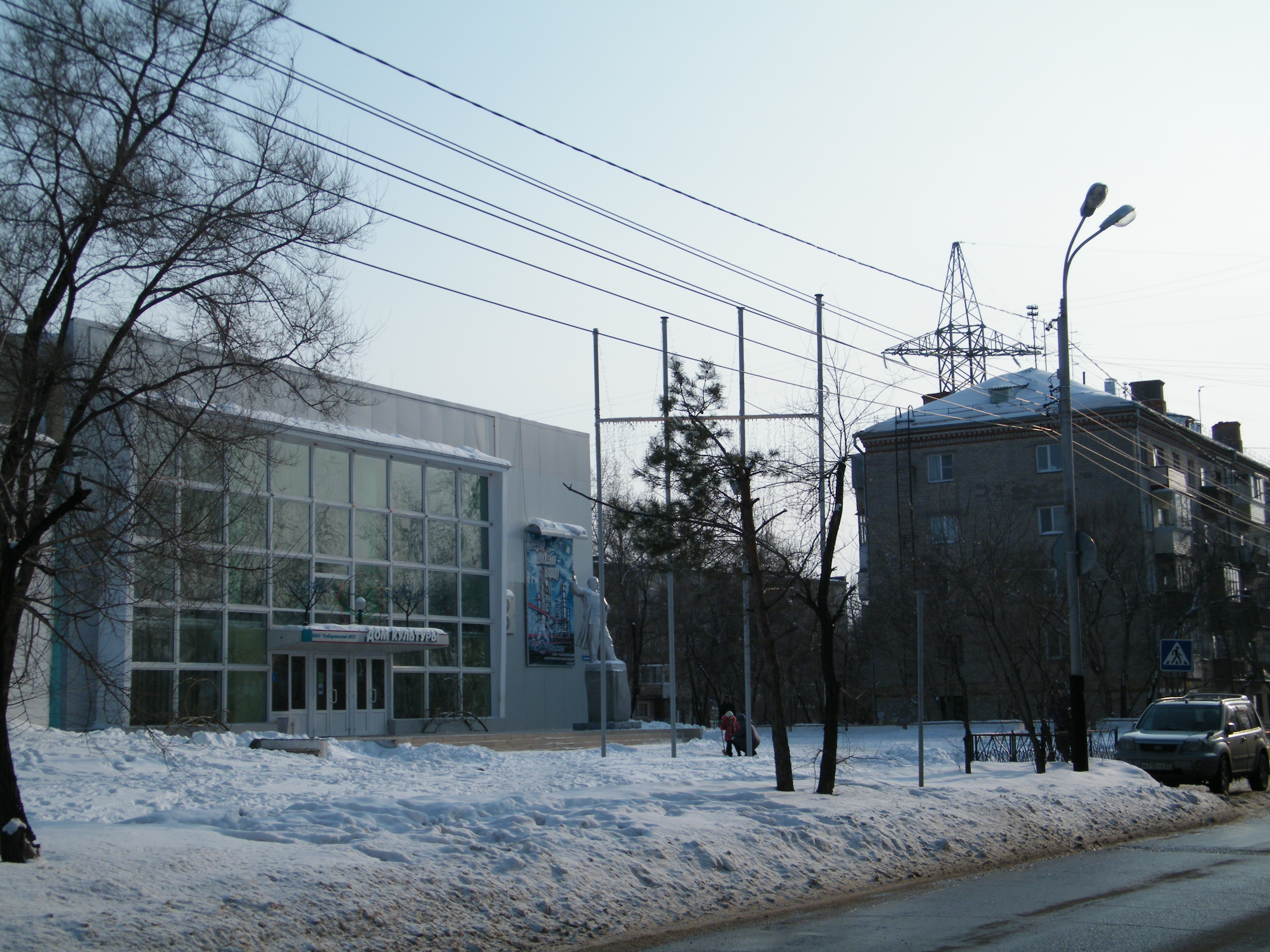
Дом культуры нефтеперерабатывающего завода

К 2000 году предприятие вошло в состав ОАО «Группа Альянс». В 2001 году ХНПЗ переработал 2 млн 509 тыс. тонн сырья, в 2002 году — 2 млн 711 тыс. тонн, в 2003 году впервые за последнее десятилетие переработано более 3 млн тонн нефти.
Глубина переработки нефти в 2000 году составила лишь 54,4 %. В этой связи на предприятии была принята новая программа реконструкции, рассчитанная до 2010 года стоимостью более $500 млн. К 2003 году глубина переработки нефти достигла 63,4 %. В 2009 году была принята новая программа реконструкции завода, предусматривающая увеличение объёма переработки нефти до 4,5 млн тонн в год после модернизации, увеличение глубины переработки нефти с 63 % до 92 %, увеличение выхода светлых нефтепродуктов с 56 % до 72 %, производство продукции высших экологических стандартов, соответствующих «Евро-4» и «Евро-5». Программа общей стоимостью 1,3 млрд долларов США, реализовывалась при активной поддержке Внешэкономбанка, выдавшего ОАО «Группа Альянс» кредит на 780 млн долларов. В 2010 году британский журнал Trade Finance, входящий в группу Euromoney, присудил проекту Внешэкономбанка по привлечению у синдиката иностранных банков средств для финансирования реконструкции Хабаровского НПЗ звание «сделка года».

### В составе ОАО «Независимая нефтегазовая компания»
В апреле 2014 года ОАО «ННК» и компания Alliance Oil создали совместное предприятие на базе «НК-Альянс», а осенью 2014 ННК выкупил долю Альянса в СП. Переход контроля над объединённой компанией к Эдуарду Худайнатову был официально отражён в её годовой бухгалтерской отчётности за 2014 год.
В январе 2021 завод остановил на модернизацию установку, отвечающую за выпуск высокооктановых бензинов, что вызвало топливный кризис в Хабаровском крае. 3 февраля завод возобновил выпуск бензинов после ремонта оборудования.